# Tobe Hooper
William Tobe Hooper (n. 25 ianuarie 1943, Austin, SUA – d. 26 august 2017, Sherman Oaks, Los Angeles, California, SUA) a fost un regizor american de film, scenarist și producător probabil cel mai cunoscut pentru realizarea unor filme în genul groază. Filmele sale cele mai notabile sunt The Texas Chain Saw Massacre (1974); și continuarea sa, The Texas Chainsaw Massacre 2 (1986); o adaptare după Stephen King nominalizată la Emmy, Salem's Lot (1979); și filmul clasic despre fenomenul paranormal produs de Steven Spielberg nominalizat la Oscar, Poltergeist (1982).

## Filmografie

### Film
- Eggshells (1969)[8]
- The Song Is Love (1969)[9]
- The Texas Chain Saw Massacre (1974)[8]
- Eaten Alive (1977)[10]
- The Funhouse (1981)[8]
- Poltergeist (1982)[8]
- Lifeforce (1985)[10]
- Invaders from Mars (1986)[10]
- The Texas Chainsaw Massacre 2 (1986)[10]
- Spontaneous Combustion (1990)[11]
- Night Terrors (1993)[10]
- Body Bags (1993)[11]
- The Mangler (1995)[11]
- The Apartment Complex (1999)[12]
- Crocodile (2000)[8]
- Toolbox Murders  (2004)[8]
- Mortuary (2005)[8]
- Djinn (2013)[8]

### Televiziune
- Salem's Lot (1979)[8]
- Amazing Stories (1987) — Episodul: "Miss Stardust"[13]
- The Equalizer (1987) — Episodul: "No Place Like Home"[14]
- Freddy's Nightmares (1988) — Episodul: "No More Mr. Nice Guy"[15]
- I'm Dangerous Tonight (1990)[15]
- Haunted Lives: True Ghost Stories (1991)[15]
- Tales from the Crypt (1991) — Episodul: "Dead Wait"[15]
- Nowhere Man (1995) — Episodul: "Turnabout" / "Absolute Zero"[15]
- Dark Skies (1997) — Episodul: "The Awakening"[15]
- Perversions of Science (1997) — Episodul: "Panic"[15]
- The Others (2000) — Episodul: "Souls on Board"[15]
- Night Visions (2002) — Episodul: "Cargo" / "The Maze"[15]
- Taken (2002) — Episodul: "Beyond the Sky"[15]
- Masters of Horror (2005–2006) — Episodul: "Dance of the Dead" / "The Damned Thing"[15]

### Videoclipuri
- "Dancing with Myself" (1983) – Billy Idol[10]